# Elaioplast

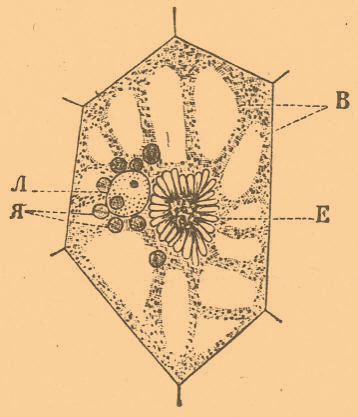
elaioplasten (E) in een cel van Vanilla planifolia: л - celkern; я - leucoplasten; B - vacuolen; E - eialoplasten

Een elaioplast komt vooral in plantenzaad voor en is een plastide dat koolhydraten omzet in vetten of oliën. Vervolgens slaat de elaioplast deze op als ronde plastoglobuli, die bestaan uit druppels vet (olie).
Vooral oliehoudende zaden, zoals koolzaad of zonnebloempitten, hebben veel elaioplasten.

Plastiden